# Perthes-lès-Brienne
Perthes-lès-Brienne település Franciaországban, Aube megyében. Lakosainak száma 63 fő (2022. január 1.). Perthes-lès-Brienne Blignicourt, Lassicourt, Rosnay-l’Hôpital, Saint-Léger-sous-Brienne és Vallentigny községekkel határos.

## Népesség
A település népessége az elmúlt években az alábbi módon változott:
| Lakosok száma | 49   | 52   | 48   | 70   | 82   | 82   | 81   | 73   | 69   | 63   |
|               | 1968 | 1982 | 1990 | 2006 | 2013 | 2015 | 2017 | 2019 | 2020 | 2022 |